# (121514) 1999 UJ7
(121514) 1999 UJ7 هو كويكب صغير يدور بالقرب من نقطة L4 للمريخ. اعتبارًا من سبتمبر 2011، (121514) 1999 UJ7 الكويكب الوحيد المعروف الذي يقع مدارة في نقطة L4 للمريخ،على الرغم من وجود ثلاثة كويكبات على الأقل في نقطة L5 للمريخ 5261 يوريكا (101429) 1998 VF31، و2007 NS2.